# الحلافي (كفر الشيخ)
قرية الحلافي هي إحدى القرى التابعة لمركز كفر الشيخ في محافظة كفر الشيخ في جمهورية مصر العربية. حسب إحصاءات سنة 2006، بلغ إجمالي السكان في الحلافي 13863 نسمة، منهم 6938 رجل و6925 امرأة.

## التاريخ
قرية الحلافي من القرى القديمة، حيث وردت باسم «حصة حلافي» في أعمال الغربية ضمن قرى الروك الصلاحي التي أحصاها ابن مماتي في كتاب قوانين الدواوين، كما وردت باسم «حصة حلافي» في أعمال الغربية ضمن قرى الروك الناصري التي أحصاها ابن الجيعان في كتاب «التحفة السنية بأسماء البلاد المصرية». وفي العصر العثماني وردت باسم «حصة حلافي» في التربيع العثماني الذي أجراه الوالي العثماني سليمان باشا الخادم في عصر السلطان العثماني سليمان القانوني ضمن قرى ولاية الغربية، وفي تاريخ 1228هـ/1813م الذي عدّ قرى مصر بعد المسح الذي قام به محمد علي باشا باسم «كفر الحلافي» ضمن قرى مديرية الغربية. تغير الاسم إلى «الحلافي» سنة 1259هـ/1843م.